# Eclesiología
La eclesiología es la parte de la teología cristiana que dedica su estudio al papel que desempeña la Iglesia como una comunidad o entidad orgánica, y a la comprensión de lo que "Iglesia" significa: su papel en la salvación, su origen, su relación con el Jesucristo histórico, su disciplina, su destino (ver Escatología cristiana) y su liderazgo. Es, por lo tanto, el estudio de la Iglesia como algo en sí mismo, y del autoconocimiento de la misión y papel de la Iglesia.
Además de describir un amplio campo de la teología, el término "eclesiología" puede usarse en el contexto específico de una iglesia particular o denominación. Este es el sentido del término en frases como "eclesiología católica", "eclesiología luterana" y "eclesiología ecuménica".

## Etimología
Eclesiología viene del griego ekklesia (ἐκκλησία), que se convirtió a su vez en el latín ecclesia, y que simplemente significa una reunión de gente. Es una palabra compuesta por la preposición griega ek (ἐ κ), que denota un origen y que puede traducirse independientemente como desde, y kaleo (καλέω), que significa llamar. La definición más genérica es la de "una reunión de ciudadanos llamados desde sus hogares a un lugar público". Aunque hoy en día el término se relaciona fuertemente con la Iglesia cristiana, sus raíces son más amplias.
La Septuaginta utiliza ekklesia para traducir en griego la palabra hebrea qâhâl (קהל), que significa congregación, asamblea, compañía o cualquier otro cuerpo organizado. Estos usos en las escrituras Hebréas del término ekklesia no son tomados por los teólogos cristianos como referidos a la Iglesia específicamente (sino que en contexto se refieren a una reunión específica para circunstancias particulares), aun así estos mismos teólogos ven al pueblo Judío (vistos como el "Pueblo de Dios", una comunidad que se entendía a sí misma como definida por una alianza única con Dios), como un preludio, o prototipo o un tipo de profecía viva, de lo que un día sería la Iglesia Cristiana.
El uso genérico de la palabra se usa muchas veces en un pasaje del Nuevo Testamento (Hch 19,32; 39; 41) en referencia no a la iglesia sino a un grupo de artesanos efesios, una especie de gremio, que hablaban contra Saulo de Tarso y sus compañeros.
Se debe tener en cuenta que, a día de hoy, la palabra Eclesiología no figura en el Diccionario de la Real Academia Española. (ver web DRAE)

## Temas estudiados por la eclesiología
La eclesiología se pregunta las siguientes cuestiones:
- ¿Quién conforma la Iglesia? ¿es una corporación visible o terrenal, una iglesia en el sentido de una denominación específica o institución por ejemplo? ¿O es el cuerpo todos los creyentes cristianos sin importar su denominación religiosa ni sus diferencias y desunión? ¿Cuál es la relación entre los cristianos vivos y los cristianos difuntos, acaso ellos (los que están en la Tierra y los que están en el Cielo) constituyen juntos a la Iglesia?

- ¿Debe uno unirse a la Iglesia? Es decir, ¿cuál es el papel de la liturgia en la vida espiritual de los creyentes? ¿es de hecho necesaria? ¿Puede la salvación encontrarse fuera de la membresía formal a una comunidad de fe, y qué constituye esa "membresía"?

- ¿Cuál es la autoridad de la Iglesia cristiana? Es la institución por sí misma, ya sea como un único cuerpo o de manera general, un vehículo independiente de la revelación de la gracia de Dios? ¿O es la autoridad de la Iglesia dependiente de una revelación divina previa, y las instituciones individuales son la Iglesia en el sentido de que enseñan ese mensaje? ¿Es, por ejemplo, la Biblia la parte escrita de una revelación todavía más amplia confiada a la Iglesia como comunidad de fe, y por lo tanto puede ser interpretada en ese contexto? ¿O es la Biblia la revelación por sí misma, y la Iglesia debe definirse como un grupo de personas que confiesan su adherencia a ella?

- ¿Qué hace la Iglesia? ¿Cuáles son los sacramentos, en el contexto de la Iglesia, y son ellos parte de la misión de la Iglesia de predicar el Evangelio? ¿Es la Eucaristía el elemento que define al resto del sistema sacramental en la Iglesia misma, o es sólo un acto secundario de prédica? ¿Se debe entender a la Iglesia como un vehículo de salvación, o sea la presencia salvífica en el mundo, o como una comunidad de aquellos que ya están "salvados"?

- ¿Cómo debe ser gobernada la Iglesia? ¿Cuál era la misión y autoridad de los Apóstoles, y esto viene dado desde entonces en los sacramentos de hoy en día? ¿Cuáles son los métodos apropiados para elegir a la clerecía, como los obispos y sacerdotes, y cual es su papel en el contexto de la Iglesia? ¿Es necesario un clero ordenado?

- ¿Cuáles son los papeles de los 'dones espirituales' en la vida de la Iglesia?

- ¿Cómo se relaciona la 'nueva alianza' de la Iglesia con la alianza expresada en el pueblo elegido de Dios en la Biblia, con el pueblo Judío?

- ¿Cuál es el destino último de la Iglesia en la escatología cristiana?

### Creencias que definen a la Iglesia
- La Iglesia pueblo de Dios
- Cuerpo de Cristo
- Templo del Espíritu Santo
- Canon Bíblico
- El Credo niceno
- Ortodoxia